# Kaolack (region)

Region Kaolack

Kaolack jest regionem w Senegalu. Stolicą regionu jest miasto o tej samej nazwie, Kaolack, port nad rzeką Saloum. Graniczy z Gambią. W czasach przedkolonialnych leżało tu królestwo Saalum. Region jest rolniczy, to duży ośrodek uprawy i eksportu orzeszków ziemnych, produkcji oleju arachidowego. Ważne są też przemysł piwowarski, garbarstwo, odziarnianie bawełny, przetwórstwo rybne. Sól wytwarzana jest z salin koło rzeki Saloum. Miasto leży na linii kolejowej z Dakaru do rzeki Niger w Mali.
- Powierzchnia: 5357 km²
- Ludność (2013): 918.355
- Gęstość zaludnienia: 170/km²

## Departamenty

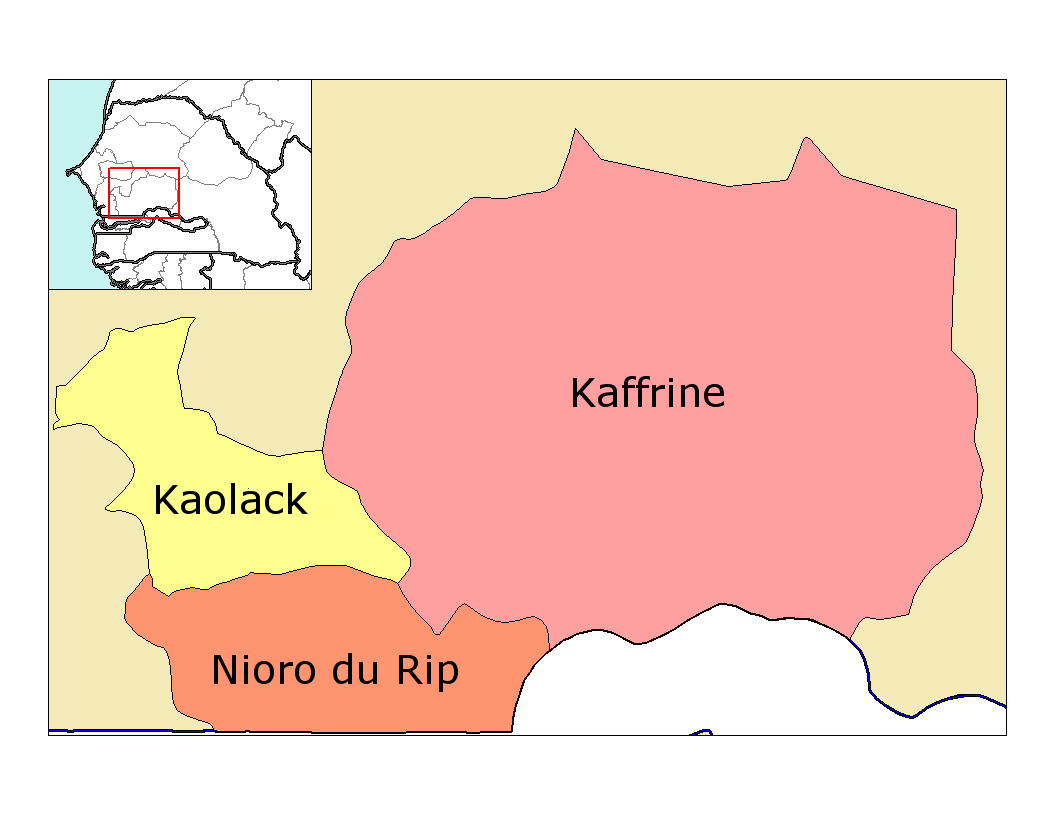
Dwa z departamentów regionu Kaolack, reforma z 2008 roku pozmieniała granice

Region Kaolack dzieli się na 3 departamenty:
- Guinguinéo
- Kaolack
- Nioro du Rip